# سد داش بلاغ
 سد داش بلاغ  یکی از سدهای در حال بهره برداری استان زنجان است.